# Sigismund Ehrenreich Johann von Redern
Graf Sigismund Ehrenreich Johann von Redern (* 18. Juli 1761 in Berlin; † 7. April 1841 in Weinheim an der Bergstraße) war ein deutsch-französischer Aristokrat, Diplomat, Exzentriker, Spekulant, Kunstsammler und Schriftsteller.

## Biografie

### Familie

Wappen derer von Redern

Von Redern entstammte dem märkischen Uradelsgeschlecht Redern, das in Brandenburg ansässig war. Er wurde am 18. Juli 1761 in Berlin als zweiter Sohn des in preußischem Dienst stehenden Grafen Sigismund Ehrenreich von Redern und dessen Frau Marie Jeanne de Horguelin (* 18. September 1727 in Paris; † 1. Januar 1788 in Berlin) geboren. Die jüngere Schwester Sophie Eleonore Charlotte (* 4. November 1765; † 8. Januar 1842) verheiratete sich am 15. Februar 1790 mit dem als Dichter bekannt gewordenen Grafen Friedrich Leopold zu Stolberg-Stolberg.
Sigismund Ehrenreich Johann von Redern war ab 1808 in erster Ehe mit der Schriftstellerin Henriette de Trémolet de Montpezat (1739–1827) und in zweiter Ehe ab 1831 mit Alexandra Pauline Emilie Freiin von der Pahlen (1794–1846), von 1842 an Oberhofmeisterin in Weimar, verheiratet.

### Leben
Der sprachbegabte und eloquente zweitgeborene Sohn des Grafen Redern studierte an der Universität Leipzig Jura. Von 1788 bis 1789 war er sächsischer Gesandter in Spanien. Danach trat Sigismund Ehrenreich Johann von Redern in den preußischen Staatsdienst und wurde 1790 preußischer Gesandter in Großbritannien. Nach dem Tod des Vaters erbte er 1790 gemäß einem Erbvertrag die väterliche Standesherrschaft Königsbrück, sein älterer Bruder Wilhelm Jacob erhielt das Rittergut Cosel.

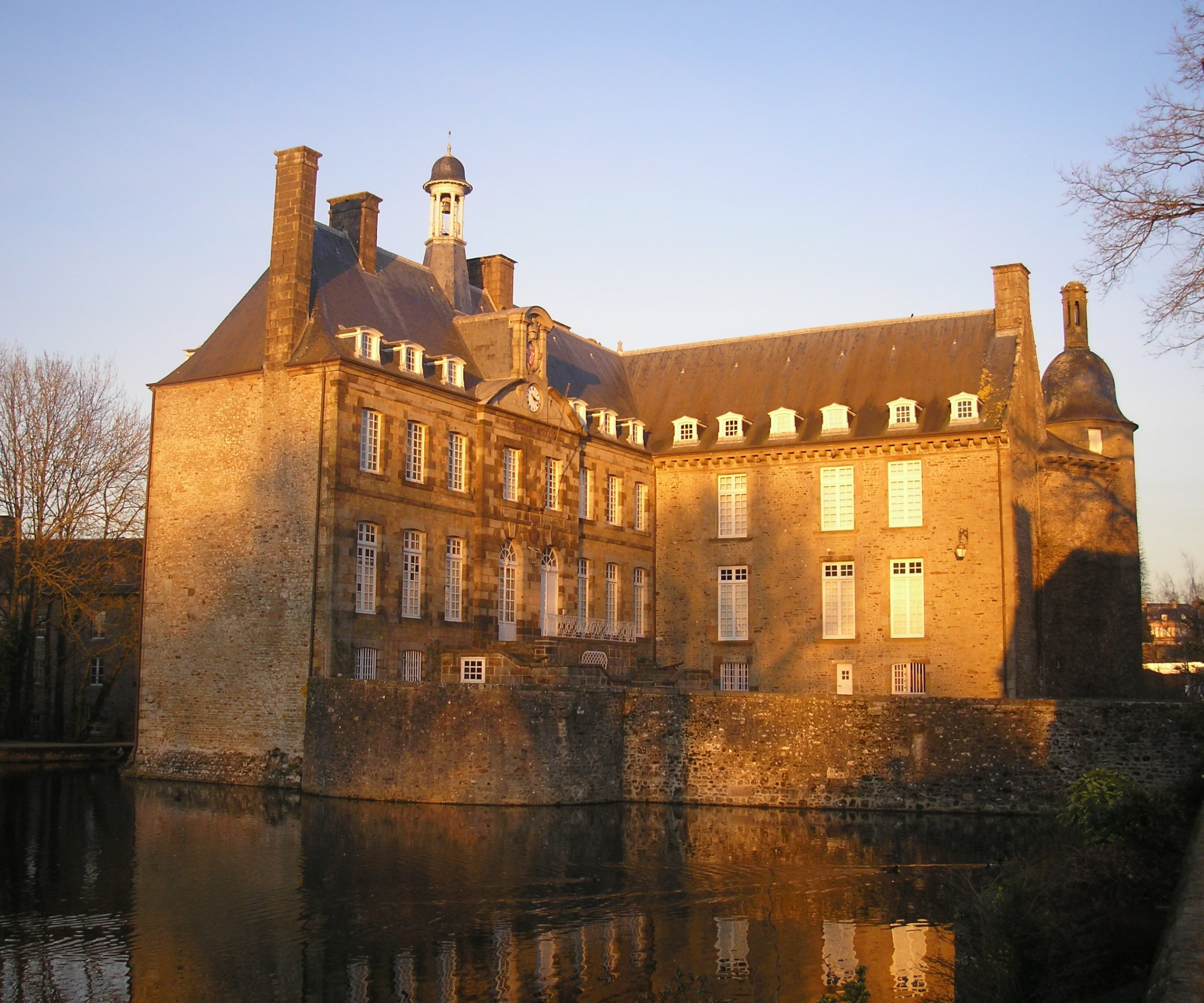
Schloss Flers (Normandie)

Aufgrund von Unstimmigkeiten mit seinem Dienstherrn erhielt er 1792 den Abschied, und er beschloss, sein weiteres Leben als Privatmann im europäischen Ausland zu führen. Die Standesherrschaft Königsbrück verkaufte er 1795 an Georg Werner August Dietrich von Münster. Von 1793 bis 1796 in Florenz lebend, nahm Sigismund Ehrenreich von Redern ab 1806 seinen ständigen Wohnsitz auf dem neu erworbenen Schloss Flers (Flers) in Flers. In Frankreich besaß er auch in der Picardie aus dem Erbe der Mutter beträchtliche Ländereien. Nach der Trennung von seinem unzuverlässigen Geschäftspartner Henri de Saint-Simon 1812, versuchte er auf dem in einen Agrarbetrieb umgewandelten Château de Flers mit neuen Anbau- und Tierzuchtmethoden in den Agrarhandel einzusteigen. Eine politische Karriere in Frankreich gelang ihm nicht, da er 1815 trotz der Unterstützung von Jean-Denis Lanjuinais und Marie-Joseph Motier, Marquis de La Fayette nicht als liberaler Deputierter des Départements Orne aufgestellt wurde. Eine angestrebte Monopolstellung im Eisenhandel wurde ihm durch die Konkurrenz vereitelt. Nach Deutschland kehrte er 1815 zurück, die französischen Ländereien wurden von ihm 1820 verkauft.
Neben seiner Tätigkeit als Geschäftsmann beschäftigte sich Sigismund Ehrenreich Johann von Redern mit der Verfassung von philosophischen Schriften, dem Magnetismus und seiner Kunstsammlung. Sigismund Ehrenreich von Redern verstarb 1841 an seinem letzten Sommersitz in Weinheim, den er neben einem Stadthaus in Mannheim erst im Sommer 1840 bezogen hatte. Sein letztes Interesse galt der Botanik.

## Die Spekulationen des Grafen
Zur Zeit seiner Tätigkeit als sächsischer Diplomat 1788 in Spanien hatte Sigismund Ehrenreich von Redern mit dem  zwielichtigen Marquis Henri de Saint-Simon Bekanntschaft, der in Spanien Soldaten werben sollte, geschlossen. Nach der späteren Darstellung Saint-Simons lieferte er die Ideen, von Redern das Geld. Von Redern finanzierte so Saint-Simons Spekulationen mit eingezogenen Kirchengütern und Assignaten. Auf öffentlichen Auktionen von Kirchengütern ab 1791 in der Gegend von Péronne, deren Absicht es zunächst war, der Landbevölkerung Grund und Boden zu verschaffen, traten Strohmänner der Grafen von Redern und Saint-Simon als Käufer auf. Die Bezahlung erfolgte nach maximaler Verzögerung mit Assignaten, deren inflationärer Wertverlust weitere Gewinne einbrachte. Durch seine guten Beziehungen konnte sich  Saint-Simon 1794 trotz nachgewiesener Spekulationen aus der Untersuchungshaft retten. 1799 zerstritten und trennten sich die Partner infolge der Verschwendungssucht Saint-Simons. Saint-Simon rächte sich mit einem 1812 in Alençon erschienenen „Mémoire introductive de M. de Saint-Simon sur sa contestation avec M. de Reder, Alecon“ und einer Übersetzung von Molières „L'Avare“ ins Deutsche, in der er Hapargnon den deutschen Namen „von Redern“ gab.
1806 erwarb Graf Redern das Emigrantengut Schloss Flers im Département Orne und wandelte das Schloss, das er bis 1815 selbst bewohnte, in einen Agrarbetrieb um. Graf Redern betrieb eine intensivierte Landwirtschaft durch den Anbau von Klee und Hafer auf ungenutztem Brachland. Eine Massentierhaltung wollte er mit eigens gezogenen Mastmitteln ermöglichen. Zu seinen Agrarunternehmen hinzu gründete er eine Fabrik von chemischen Produkten in Choisy. Ab 1814 verlegte er sich auf innernormannischen Eisenhandel und strebte eine regionale Monopolstellung an. Graf Redern verfasste 1814 zwei Streitschriften gegen den Import von britischem Eisenerz. Die Monopolstellung scheiterte am Zusammenschluss der Konkurrenz. Nach dem Scheitern einer Kandidatur für das Regionalparlament des Départements Orne 1815 verließ von Redern Frankreich.
Bei einer letzten großangelegten Spekulation von 1819 bis 1827 mit Ländereien für deutsche Auswanderer im amerikanischen Virginia und Kentucky in Form einer von ihm gegründeten „Compagnie de Colonisation Américaine“, die Anteilsscheine auf entwicklungsfähiges Land verkaufte, erlitt von Redern erhebliche Verluste.

## Werke
Der ab 1790 mit dem Grafen Friedrich Leopold zu Stolberg-Stolberg verschwägerte Sigismund Ehrenreich von Redern war mit Klopstock befreundet und hatte Goethe in Weimar besucht.
Er selbst veröffentlichte ab 1814 politische, philosophische und historische Schriften.
- Des modes accidentels de nos perceptions ou examen sommaire des modifications que des circonstances particulières apportent à l'exercice de nos faucultés. Delaunay, Paris 1815.
- Abrégé historique de la grande émigration des Peuples barbares, et des émigrations principales arrivées dans l' Ancien Monde, depuis cette époque. de Mat, Bruxelles 1817.
- Analyse de l'ouvrage intitulé, Versuch einer Darstellung des animalischen Magnetismus, etc. (Du magnétisme animal, comme moyen curatif), par M. Kluge, professeur d'accouchement à l'École de médecine et de chirurgie à Berlin, imprimé à Vienne, en 1815, 511 pages : suivie de quelques réflexions. ohne Verlag, Paris 1818.
- De l'influence de la forme des gouvernemens sur les nations, ou Fragment historique et politique. de Mat, Bruxelles 1817.
- Considérations sur la nature de l'homme en soi-même, et dans ses rapports avec l'ordre social, par le Cte de Redern. 2 Bände, Treuttel et Wurtz, Paris 1835.